# Lucien Vincent
Lucien Marcel Vincent (* 8. April 1909 in Gueugnon; † 19. November 2001 in Gournay-sur-Marne) war ein französischer Autorennfahrer.

## Karriere als Rennfahrer
Lucien Vincent war in den 1950er-Jahren im Sportwagensport aktiv. Sein größter Erfolg war der Gesamtsieg beim 12-Stunden-Rennen von Casablanca 1952. Er gewann das Langstreckenrennen gemeinsam mit Charles Pozzi auf einem Talbot-Lago T26GS. 1952 war er Teamkollege von André Simon beim 24-Stunden-Rennen von Le Mans. Das Duo pilotierte einen von Luigi Chinetti gemeldeten Ferrari 340 America Berlinetta an die fünfte Stelle der Gesamtwertung.

## Statistik

### Le-Mans-Ergebnisse
| Jahr | Team           | Fahrzeug                       | Teamkollege    | Platzierung | Ausfallgrund |
| ---- | -------------- | ------------------------------ | -------------- | ----------- | ------------ |
| 1951 | Eugène Chaboud | Talbot Lago T26GS              | Eugène Chaboud | Ausfall     | Kühler       |
| 1952 | Luigi Chinetti | Ferrari 340 America Berlinetta | André Simon    | Rang 5      |              |

### Einzelergebnisse in der Sportwagen-Weltmeisterschaft
| Saison | Team | Rennwagen   | 1   | 2   | 3   | 4   | 5   |
| ------ | ---- | ----------- | --- | --- | --- | --- | --- |
| 1956   |      | Peugeot 403 | BUA | SEB | MIM | NÜR | KRI |
| 1956   |      | Peugeot 403 | 143 |     |     |     |     |